# Kde lišky dávají dobrou noc
Kde lišky dávají dobrou noc je románová tetralogie, kterou napsal pod pseudonymem Chaim Cigan vrchní zemský rabín, prozaik a dramatik Karol Sidon.
Žánrově lze zařadit knihy mezi science fiction; podstatou zápletky je cestování v čase a existence paralelních světů. Autor pracuje se skutečnými reáliemi různých epoch a kultur, vytváří ale často svoje alternativní verze historie. Knihy lze ovšem také číst jako osobní autorovu reflexi povahy a údělu židovského národa. Na pozadí sci-fi zápletky Sidon nabízí čtenáři k zamyšlení nejrůznější teologické, filozofické i politické otázky. Příběh obsahuje humorné a erotické prvky. Sérii vydalo nakladatelství Torst. Časopis A2 zařadil tuto knihu v roce 2020 do českého literárního kánonu po roce 1989, tedy do výběru nejdůležitějších českých knih v období třiceti let od sametové revoluce.

## Jednotlivé díly série
- Altschulova metoda (2014)
- Piano live (2015)
- Puzzle (2016)
- Outsider (2017)

## Hlavní postavy
- Moše Blumendorf
- Reuven (Ruben) Altschul
- Leon Altschul
- Karel (Charlie) Richter